# Ledovec (spolek)
Ledovec je nezisková organizace nabízející pomoc lidem s duševním onemocněním nebo mentálním handicapem. Působí především na území Plzeňského kraje. Byla zaregistrována 22. 1. 2001, jejím zakladatelem  je Mgr. et Mgr. Martin Fojtíček a nynějším ředitelem je Mgr. Petr Moravec. Hlavním cílem sdružení je vracet lidi s duševním onemocněním nebo mentálním handicapem do běžného života. Sídlem organizace je bývalá fara v Ledcích u Plzně. 

## Činnost
Sídlo organizace v Ledcích nabízí lidem s duševním onemocněním a mentálním handicapem prostor pro volnočasové aktivity, vzdělávací kurzy a  terapeutické dílny. V dílnách se přede, šijí oděvy, vyrábí šperky z ovčí vlny, ozdobné svíčky a provozují další rukodělné činnosti. Duševně nemocní se tímto způsobem mají zlepšit v motorice a práce jim má pomoci zvyšovat sebevědomí. Tyto výrobky z chráněných dílen jsou nabízeny k prodeji v krámku v Tovární ulici 3 v Plzni.
Ledovec dále provozuje denní stacionář, chráněné bydlení, poradenské centrum, krizovou linku, poskytuje sociální služby a rehabilitace a umožňuje dostudovat mladým lidem, kteří duševně onemocní. Pořádá společenské, kulturní a řemeslné akce, výstavy, Dny Světlé,[ujasnit] jízdu zvláštním parním vlakem z Plzně do Dobřan a také organizoval 1. českou mezinárodní konferenci o Recovery (zotavení - způsob, jak žít plnohodnotný život navzdory duševní nemoci).

## Historie
V roce 2008 se Ledovec začal zabývat sociálním podnikáním a od roku 2009 spolupracuje se Zdravotním klaunem při projektu Cirkus Paciento, se kterým objíždí české psychiatrické léčebny a nemocnice. V roce 2015 si Ledovec pronajal Mlýn v Ledcích a začal ho opravovat v rámci pracovních aktivit svých klientů s cílem zpřístupnit ho veřejnosti jako technickou památku a turistický cíl.[zdroj?]

### Psychobudka
Na výstavě probíhající od 22. září do 6. října 2016 k příležitosti 15. výročí svého vzniku prezentoval Ledovec svou dosavadní činnost. Součástí výstavy byla také tzv. psychobudka, kterou zapůjčila 1. lékařská fakulta UK v Praze, a ve které měli návštěvníci možnost pomocí sluchátek a obrazovky zakusit pocity duševně nemocného člověka. Na vývoji psychobudky se podílel také Jan Vevera, který se později stal přednostou Psychiatrické kliniky Fakultní nemocnice Plzeň. V tomtéž roce Ledovec spoluorganizoval Dny duševního zdraví.

### Centrum duševního zdraví v Plzni
V roce 2017 oznámil Ledovec záměr založit v Plzni Centrum duševního zdraví a zahájil jednání s městem o budově centra. Centrum duševního zdraví bylo otevřeno 7. května roku 2019. V centru je zaměstnán víceoborový tým specialistů (psychiatr, psycholog, zdravotní sestry i sociální pracovníci), kteří nabízí terénní pomoc lidem s vážným duševním onemocněním, tak aby nemuseli opouštět své přirozené prostředí k životu. Činnost centra má ulevit psychiatrickým nemocnicím, které by měli být v budoucnu z velké části v Česku nahrazeny právě podobnými terénními službami víceoborových týmů.